# William J. Begert

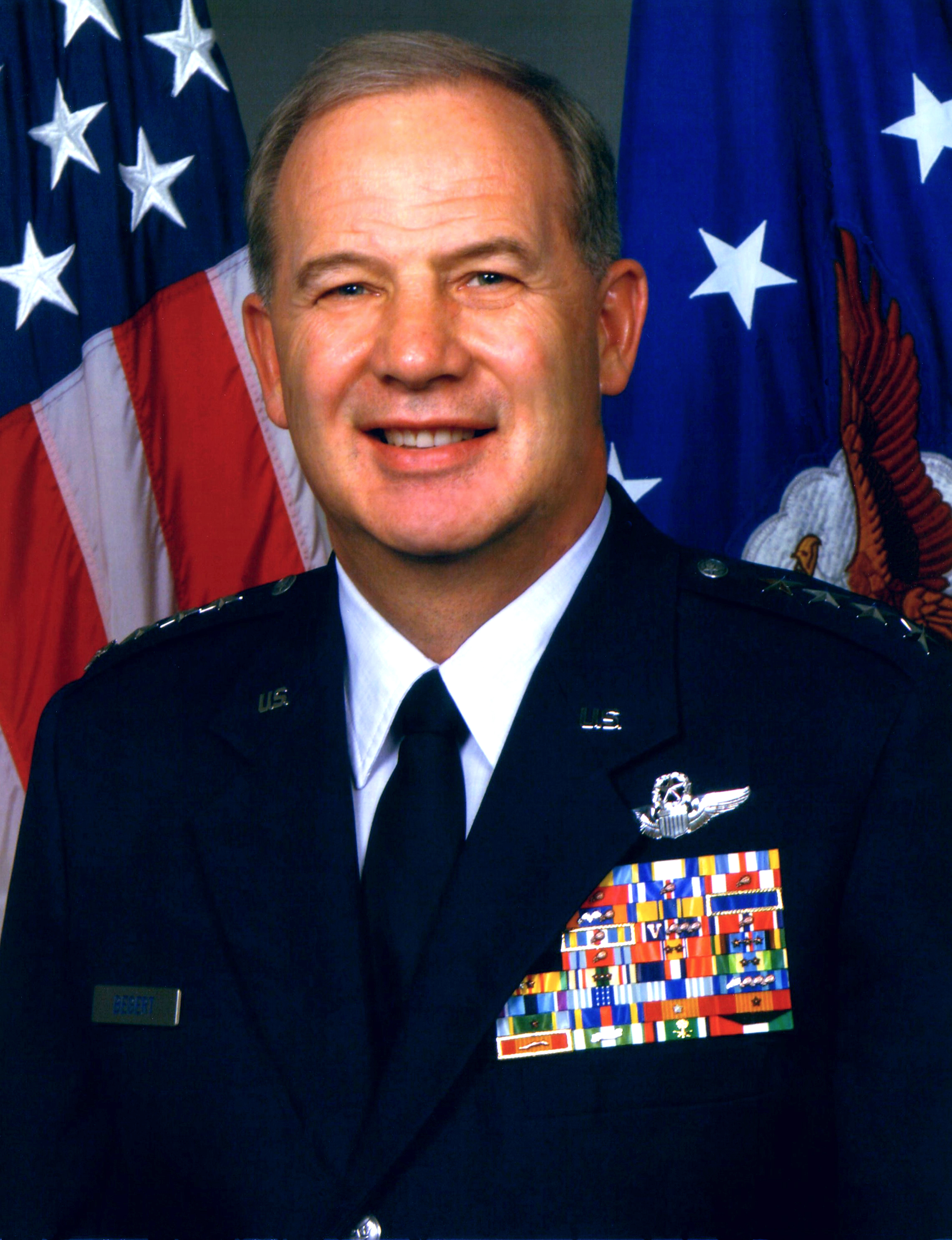
General William J. Begert

William J. Begert (* 9. Juni 1946 in Lewiston, Maine) ist ein US-amerikanischer General der US Air Force, der zuletzt von 2001 bis 2004 Oberkommandierender der US-Luftstreitkräfte im Pazifikraum PACAF (Pacific Air Forces) sowie in Personalunion Kommandeur des Luftwaffenanteils beim Befehlshaber der US-Streitkräfte im Pazifikraum USPACOM (United States Pacific Command) war.

## Leben

### Ausbildung zum Luftwaffenoffizier
Begert begann nach dem Schulbesuch ein Studium an der US Air Force Academy in Colorado Springs, das er 1968 mit einem Bachelor of Science (B.Sc.) beendete. Im Anschluss absolvierte er nach seiner Beförderung zum Leutnant am 5. Juni 1968 zwischen August 1968 und August 1969 seine Pilotenausbildung auf dem Militärflugplatz Randolph Air Force Base und war im Anschluss von September 1969 und März 1971 als Pilot und Flugzeugkommandant eines Lockheed C-141 „Starlifter“-Transportflugzeuges bei der 20. Militärischen Lufttransportstaffel (20th Military Airlift Squadron) auf dem Luftwaffenstützpunkt Dover Air Force Base. Während dieser Zeit wurde er am 5. Dezember 1969 zum Oberleutnant befördert und besuchte daraufhin zwischen April und September 1971 einen Französisch-Sprachkurs am Defense Language Institute (DLI) in Washington, D.C., wo er am 5. Juni 1971 zum Hauptmann befördert wurde.
Nachdem Begert zwischen Oktober und Dezember 1971 eine Ausbildung für Kampfflugzeugbesatzungen auf dem Militärflugplatz Hurlburt Field besucht hatte, war er von Januar 1972 bis Januar 1973 Flugkontrolleur und Flugprüfungspilot für Cessna Skymaster bei der 20. Taktischen Luftunterstützungsstaffel (20th Tactical Air Support Squadron) auf der Da Nang Air Base in Südvietnam. Nach seiner Rückkehr in die USA war er zwischen Januar 1973 und Juni 1977 Pilot und Flugprüfer von Lockheed C-5 „Galaxy“-Großraumtransportflugzeugen bei der 9. Militärischen Lufttransportstaffel (9th Military Airlift Squadron) des 436. Militärischen Lufttransportgeschwaders (436th Military Airlift Wing) auf der Dover Air Force Base und absolvierte in dieser Zeit auch die Squadron Officer School auf der Maxwell-Gunter Air Force Base. Daraufhin lehrte er von Juli 1977 bis Juni 1978 zunächst als Instrukteur für Militärstudien an der US Air Force Academy und war im Anschluss dort zwischen Juli 1978 und Juli 1980 Kommandeur (Air Officer Commanding) der Kadettenstaffel 20 (Cadet Squadron 20). In dieser Verwendung erfolgte am 19. April 1979 seine Beförderung zum Major.
Daneben absolvierte Begert ein postgraduales Studium der Verwaltungswissenschaft an der University of Colorado, das er 1980 mit einem Master of Science (M.Sc. Public Administration) abschloss. Im Anschluss war er zwischen August 1980 und Juni 1981 Student am Air Command and Staff College (ACSC) auf der Maxwell-Gunter Air Force Base und fand daraufhin von Juli 1981 und Dezember 1982 Kommandant eines Lockheed C-5 „Galaxy“-Großraumtransportflugzeuges und Verwaltungsstabsoffizier (Executive Officer) des 436. Militärischen Lufttransportgeschwaders. Nach seiner Beförderung zum Oberstleutnant am 1. Dezember 1982 war er zwischen Januar 1983 und Juli 1984 Kommandeur der 3. Militärischen Lufttransportstaffel (3rd Military Airlift Squadron) auf der Dover Air Force Base. Anschließend war er von Juli 1984 bis Mai 1985 Student am National War College (NWC) im Fort Lesley J. McNair in Washington, D.C., und übernahm nach dessen Abschluss von Juni 1985 bis Mai 1986 eine Tätigkeit als Programmoffizier für Mobilitätskräfte in der Programmabteilung im Hauptquartier der US-Luftstreitkräfte auf, ehe er zwischen Juni 1986 und April 1987 dort stellvertretender Leiter des Referats für Mobilitätskräfte in der Programmabteilung war. Während dieser Zeit erfolgte am 1. Dezember 1986 auch seine Beförderung zum Oberst.
Begert war danach von Mai 1987 bis Januar 1988 Leiter des Referats für Mobilitätskräfte in der Programmabteilung sowie zugleich Vorsitzender des Mobilitätsgremiums der US Air Force. Anschließend war er zunächst zwischen 1988 und 1989 stellvertretender Kommandeur sowie danach von September 1989 bis Mai 1990 Kommandeur des auf der Dover Air Force Base stationierten 436. Lufttransportgeschwader (436th Military Airlift Wing). Danach war er zwischen Juni 1990 und Juni 1991 Kommandeur des auf der Travis Air Force Base stationierten 60. Lufttransportgeschwader (60th Military Airlift Wing) und besuchte während dieser Zeit 1990 auch eine Managementlehrgang für Führungskräfte an der Joseph M. Katz Graduate School of Business der University of Pittsburgh. 

### Aufstieg zum General
Im Anschluss war Begert zwischen Juli 1991 und November 1992 Chef des Stabes im teilstreitkräfteübergreifenden Transportkommando USTRANSCOM (United States Transportation Command) auf dem Stützpunkt Scott Air Force Base und erhielt zuletzt in dieser Verwendung am 1. Oktober 1992 auch seine Beförderung zum Brigadegeneral. Daraufhin war er von Dezember 1992 bis Juli 1994 Generalinspektor des ebenfalls dort stationierten und zum US-Transportkommando gehörenden Luftmobilitätskommando AMC (Air Mobility Command). Anschließend fungierte er zwischen Juli 1994 und März 1995 als Kommandeur des zum Luftmobilitätskommando gehörenden Zentrums für Luftwaffenmobilitätskriegsführung (US Air Force Air Mobility Warfare Center) auf der McGuire Air Force Base sowie von März 1995 bis August 1997 als Leiter der Stabsabteilungen Operation (J 3) und Logistik (J 4) im Hauptquartier des Transportkommandos. In dieser Funktion absolvierte er 1995 einen Lehrgang für leitende Führungskräfte auf dem Gebiet nationale und internationale Sicherheit an der John F. Kennedy School of Government der Harvard University und wurde am 1. Mai 1995 auch zum Generalmajor befördert.
Nach seiner Beförderung zum Generalleutnant am 9. August 1997 war Begert zwischen August 1997 und August 1999 stellvertretender Kommandeur der US-Luftstreitkräfte in Europa USAFE (US Air Forces in Europe) auf dem Luftwaffenstützpunkt Ramstein Air Base sowie anschließend von August 1999 bis Mai 2001 Assistierender Vizechef des Luftwaffenstabes (Assistant Vice Chief of Staff of the Air Force).
Zuletzt wurde Begert am 1. Mai 2001 zum General befördert und bekleidete zwischen dem 25. Mai 2001 und dem 1. August 2004 den Posten als Oberkommandierender der US-Luftstreitkräfte im Pazifikraum PACAF (Pacific Air Forces) sowie in Personalunion als Kommandeur des Luftwaffenanteils beim Befehlshaber der US-Streitkräfte im Pazifikraum USPACOM (United States Pacific Command). auf dem Luftwaffenstützpunkt Hickam Air Force Base auf Hawaii. Damit trug er die Verantwortung für die Aktivitäten der US Air Force, die die halbe Welt umspannten und zu der 55.000 Luftwaffenangehörige in Stützpunkten in Hawaii, Alaska, Guam, Japan und Südkorea gehörten. Am 1. August 2004 schied er aus dem aktiven Militärdienst aus und trat in den Ruhestand.
Begert absolvierte als Pilot mehr als 6.900 Flugstunden auf Flugzeugtypen wie Lockheed C-5 „Galaxy“, Douglas C-21 „Dolphin“, Lockheed C-37 „Electra“, Boeing C-40 „Clipper“, Lockheed C-130 „Hercules“, Lockheed C-141 „Starlifter“, McDonnell Douglas KC-10 „Extender“, Boeing KC-135 „Stratotanker“, Cessna O-2A „Skymaster“, Cessna T-37 „Tweet“, Northrop T-38 „Talon“ sowie Cessna T-41 „Mescalero“. Für seine militärischen Verdienste und seine Tapferkeit wurde er mehrfach ausgezeichnet und erhielt unter anderem die Defense Distinguished Service Medal, die Air Force Distinguished Service Medal, die Defense Superior Service Medal, den Legion of Merit mit Eichenlaubzweig, das Distinguished Flying Cross mit Eichenlaubzweig, die Meritorious Service Medal mit Eichenlaubzweig sowie die Air Medal mit elf Eichenlaubzweigen.